# E.-T.-A.-Hoffmann-Preis

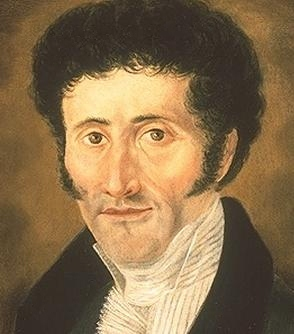
E.T.A. Hoffmann

Der E.-T.-A.-Hoffmann-Preis ist ein Kulturpreis, der im jährlichen Wechsel mit dem Kultur-Förderpreis  von der Stadt Bamberg vergeben wird. Der Preis ist benannt nach dem Schriftsteller und Musiker E. T. A. Hoffmann, der einige Zeit in Bamberg lebte.
Er ist dotiert mit 6.000 Euro, die teilbar sind.

## Preisträger
- 1989 Hans Wollschläger, Schriftsteller und Übersetzer
- 1992 Hans Neubauer, Vorsitzender des Kunstvereins, Kritiker, Schriftsteller
- 1994 Edgar Krapp, Organist
- 1996 Tankred Dorst und Ursula Ehler, Schriftsteller
- 1998 Werner Kohn, Fotograf
- 2000 Paul Maar, Schriftsteller
- 2002 Gerhard Weinzierl, Musikwissenschaftler und Musikpädagoge
- 2004 Gerhard C. Krischker, Schriftsteller und Verleger
- 2006 Albrecht Mayer, Oboist
- 2008 Horst Lohse, Komponist
- 2010 Bernd Goldmann, ehemaliger Direktor des Internationalen Künstlerhauses Villa Concordia in Bamberg
- 2012 Musikverein Bamberg
- 2014 Bernhard Schemmel, Germanist, Volkskundler und Bibliothekar, Präsident der E.T.A. Hoffmann-Gesellschaft[1]
- 2016 Heidrun Schimmel, Textilkünstlerin und Bernd Wagenhäuser, Skulpteur[2]
- 2018 Tanja Kinkel, Schriftstellerin[3]
- 2020 Viera Janárčeková, slowakische Komponistin
- 2022 WildWuchs Theater Bamberg
- 2024 Nora Gomringer